# 25 or 6 to 4
«25 or 6 to 4» — песня, написанная американским музыкантом Робертом Ламмом, одним из основателей рок/джаз-фьюжн-группы Chicago. Она была записана для их второго альбома, Chicago (1970), с Питером Сетерой на вокале. Песня была отредактирована и выпущена как сингл в июне того же года, добравшись до четвёртой строчки в американском Billboard Hot 100 и до седьмой строчки в UK Singles Chart.
Обновленная версия «25 or 6 to 4» была записана для альбома Chicago 18 1986 года с Джеймсом Панкоу, указанным в качестве соавтора. С новым вокалистом группы Джейсоном Щеффом, сингл достиг 48 строчки в чарте США. Эта версия также использовалась в качестве стороны «Б» в следующем сингле группы 1986 года «Will You Still Love Me?».
Песня присутствует в видеоигре Rock Band 3.